# Jorba
Jorba – gmina w Hiszpanii, w prowincji Barcelona, w Katalonii, o powierzchni 31,03 km². W 2011 roku gmina liczyła 826 mieszkańców.